# Andrei Muraru
Andrei Muraru (n. 20 mai 1982, Iași) este un istoric român, ambasador extraordinar și plenipotențiar al României în Statele Unite ale Americii, fost consilier prezidențial al Președintelui României (22 decembrie 2014 – 7 iulie 2021) și fost președinte executiv al IICCMER (perioada 2012 – 2014). 

## Educație
Andrei Muraru este licențiat al Universității „Al. I. Cuza” Iași, Facultatea de Istorie, specializarea Istorie (iulie 2005). În iulie 2007, a finalizat programul de master „Românii și Europa” din cadrul aceleiași facultăți, iar în septembrie 2011, a devenit doctor al Universității „Al. I. Cuza” Iași, Facultatea de Istorie, teza de doctorat „Procesele criminalilor de război din Transnistria” obținând calificativ maxim.
În anii de studiu, a beneficiat de o serie de burse de cercetare în instituții academice din afara țării. A fost bursier Erasmus-Socrates la Aristotle University of Thessaloniki, bursier New Europe College (bursă Odobleja) la New Europe College – Institute for Advanced Study, iar în perioada octombrie 2010 – mai 2011 a fost bursier United States Holocaust Memorial Museum – Center for Advanced Holocaust Studies, Washington DC. De asemenea, Andrei Muraru a obținut o bursă postdoctorală la Yad Vashem – The International Institute for Holocaust Research pentru anul 2020.

## Activitatea profesională
Andrei Muraru și-a început activitatea profesională în administrația publică centrală, ocupând funcția de consilier relații externe în cadrul Departamentului Relații Externe și Integrare Europeană al Camerei de Comerț și Industrie a Municipiului București (septembrie 2005 – ianuarie 2006), după care a fost consilier în cadrul Cancelariei Primului-Ministru (februarie 2006 – octombrie 2007) și consilier al Directorului General al Arhivelor Naționale ale României (octombrie 2007 – aprilie 2009).
Andrei Muraru a activat în cadrul Institutului de Investigare a Crimelor Comunismului din România (devenit ulterior IICCMER) încă din 2006, anul înființării acestuia. A fost, pe rând, expert, șef birou, șef serviciu, devenind, în 2012, președintele executiv al instituției. În perioada în care s-a aflat la conducerea IICCMER, a demarat campania de deconspirare a foștilor torționari din regimul comunist și de aducere a lor în fața justiției, doi foști șefi de închisori comuniste fiind condamnați pentru crime împotriva umanității (Alexandru Vișinescu a devenit, în iulie 2015, primul comandant de penitenciar din perioada comunistă condamnat de o instanță din România pentru crimele sale. Pe 10 februarie 2016, Înalta Curte de Casație și Justiție a decis, printr-o sentință definitivă, condamnarea sa la 20 de ani de închisoare, degradarea militară, interzicerea drepturilor civile pentru o perioadă și obligarea la plata unor despăgubiri rudelor victimelor. Un an mai târziu, colonelul (r) Ioan Ficior, fostul comandant al coloniei de muncă de la Periprava, a fost condamnat definitiv la 20 de ani de închisoare și arestat), a contribuit la promovarea proiectului de lege privind diminuarea pensiilor torționarilor comuniști și a depus eforturi pentru ca proiectul Memorialul Victimelor Comunismului de la Râmnicu Sărat să intre în linie dreaptă. Andrei Muraru a demisionat de la conducerea IICCMER în martie 2014.
În perioada februarie – mai 2007, Andrei Muraru a fost preparator universitar (asociat), Universitatea „Al.I. Cuza" Iași, Facultatea de Istorie (disciplina „Istoria contemporană a României”), iar în perioada 2012 – 2013, a fost cadru didactic asociat în cadrul aceleiași facultăți, susținând seminarii în cadrul programului de master „Istoria comunismului în România”.
În perioada aprilie 2014 – ianuarie 2015, Andrei Muraru a fost membru al Consiliului de Administrație al Societății Române de Televiziune. 
În perioada 22 decembrie 2014 – 7 iulie 2021, Andrei Muraru a fost consilier prezidențial, șeful Departamentului Relații cu Autoritățile Publice și Societatea Civilă. Anterior, în perioada iulie – decembrie 2014, a fost consilierul personal al președintelui PNL, Klaus Iohannis.
Andrei Muraru este, în prezent, lector universitar la SNSPA, în cadrul Departamentului de Relații Internaționale și Integrare Europeană, și cercetător științific III la Institutul Național pentru Studierea Holocaustului din România „Elie Wiesel”.
În martie 2021, Andrei Muraru a fost propus oficial ca ambasador al României în Statele Unite ale Americii,, iar pe 14 aprilie 2021, a primit aviz favorabil în cadrul audierii din Comisiile parlamentare reunite pentru politică externă, Comisia pentru comunitățile de români din afara granițelor țării din Camera Deputaților, Comisia pentru românii de pretutindeni din Senat. În data de 7 iulie 2021, Președintele Klaus Iohannis a semnat Decretul privind acreditarea domnului Andrei Muraru în calitate de ambasador extraordinar și plenipotențiar al României în Statele Unite ale Americii, cu reședința la Washington.

## Activitatea publicistică
- Coordonator al volumului Dicționarul penitenciarelor din România comunistă (1945-1967) Arhivat în 21 august 2018, la Wayback Machine., studiu introductiv de Cristina Roman, postfață de Marius Oprea, Editura Polirom, Iași, 2008.
- Coautor al volumului O istorie a comunismului din România. Manual pentru liceu Arhivat în 21 august 2018, la Wayback Machine., Editura Polirom, Iași, 2008 (ediția a II-a revăzută, 2009).
- Autor al volumului Vișinescu, torționarul uitat. Închisoarea, crimele, procesul Arhivat în 21 august 2018, la Wayback Machine., Editura Polirom, Iași, 2017.
- Coordonator (împreună cu Alexandru Muraru) al volumului Regele, comuniștii și Coroana. Adevărata istorie a abdicării lui Mihai I Arhivat în 21 august 2018, la Wayback Machine., Editura Polirom, Iași, 2017.
- Coordonator (împreună cu Anneli Ute Gabanyi, Alexandru Muraru, Daniel Șandru) al volumului Revoluția din 1989. Învinși și învingători[nefuncțională]
, Editura Polirom, Iași, 2020.

Andrei Muraru a publicat și numeroase studii și recenzii în reviste de specialitate. De asemenea, a participat la numeroase conferințe internaționale, a susținut prelegeri și are frecvent contribuții pe teme de istorie recentă.

## Membru în organizații, asociații profesionale, reviste (selecție)
- Membru al Supervisory Board, Platform of European Memory and Conscience (noiembrie 2012-noiembrie 2014).
- Secretar al Centrului de Studii asupra Comunismului și Postcomunismului (Universitatea „Al. I. Cuza” Iași) – de la înființare până în 2012.
- Membru al Societății de Studii Istorice din România (Iași) – până în 2014.
- Membru al Colegiului editorial al Anuarului Institutului de Investigare a Crimelor Comunismului în România, editată de IICCR (2006-2008).

## Titluri, medalii
Andrei Muraru fost decorat de M.S. Regele Mihai cu medalia „Regele Mihai I pentru loialitate” (2008) și cu Ordinul „Coroana României” în grad de Ofițer (2015). Totodată, în 2019, Andrei Muraru a fost decorat de Președintele Italiei, Sergio Mattarella, cu Grande Ufficiale Ordine al Merito della Repubblica Italiana.